# Stige Ø
Stige Ø er et rekreativt område der  er indrettet på en tidligere losseplads der ligger mellem Odense Kanal og Odense Fjord.  
Stige Ø opstod i løbet af 1800-tallet, da man påbegyndte udgravningen til Odense Kanal, og de dæmninger, der derved opstod, blev begyndelsen til Stige Ø. Kanalen blev udbygget i 1904.
I første halvdel af 1900-tallet var Stige Ø et populært udflugtsmål for odenseanere, og der var blandt andet bygget en lille træpavillon – også kaldet badehotel på øens sydspids. Frem til 1950, hvor pavillonen brændte, var der rutebådsfart fra havnen i Odense til området.   
I 1967 blev området omdannet til losseplads, og frem til og med 1994 er der blevet deponeret omkring 10 millioner kubikmeter blandet affald, som rådnede og gav 19 mio kubikmeter metan i 1997 til fjernvarmeværket, faldende til 5 mio m3.
Odense Kommune bevilgede i perioden 2008-2010 15 millioner kroner til udviklingen af området, og Stige Ø er nu omdannet til et stort aktivitets-, rekreations- og naturområde.

## Eksterne kilder og henvisninger
- Odense Kommune om Stige Ø Arkiveret 6. april 2014 hos  Wayback Machine